# St. Josef-Hospital (Gelsenkirchen-Horst)
Das in Gelsenkirchen-Horst befindliche St. Josef-Hospital liegt am nördlichen Rand des Ruhrgebiets. Mit der Klinik für Akutgeriatrie und Frührehabilitation legt das Krankenhaus in der Gegenwart einen wesentlichen Schwerpunkt auf das Thema Altersmedizin. Gegenwärtig verfügt das Krankenhaus über 75 stationäre Betten und 15 Tagesklinikplätze. Die Klinik ist sowohl Ergänzung als auch Alternative zur vollstationären geriatrischen Versorgung und erleichtert den Übergang von der vollstationären Behandlung zurück in den häuslichen Bereich.
Perspektivisch soll das St. Josef-Hospital zu einem medizinischen Leistungsstandort für Geriatrie, Psychiatrie und Gerontopsychiatrie erweitert werden.

## Fachabteilungen
- Akutgeriatrie/ Frührehabilitation
- Schlaflabor
- Schmerzambulanz

Das Schlaflabor der Klinik wurde im Jahr 2015 umfassend ausgebaut.

## Geschichte
Das Haus wurde 1889 mit 35 Betten eröffnet. Die Pflege stellten drei Schwestern aus der Genossenschaft der Franziskanerinnen von St. Mauritz bei Münster sicher. Im Krankenhaus war der Chirurg Rudolf Bertram tätig, der 1944 zusammen mit der Krankenhausfürsorgerin Ruth Theobald und der Ordensschwester Epimacha 17 jüdische Zwangsarbeiterinnen vor dem Abtransport nach Sömmerda in das dortige Außenlager des KZ Buchenwald rettete und bis Kriegsende versteckte.
Im Jahr 2012 schloss die Küche des nahen St.-Barbara-Hospitals in Gladbeck und die Küche des St.-Josefs-Hospitals übernahm die Essensversorgung des Hauses. Im Dezember 2016 wurde bekannt, dass mit der Schließung des Krankenhauses 2018 gerechnet werden muss. Es war geplant, dass 100 Betten und ein Drittel der Belegschaft des St.-Josefs-Hospital in das St.-Barbara-Hospital nach Gladbeck umziehen.
Durch die Übernahme des Hospitals bzw. der  Betreibergesellschaft KKEL durch die St. Augustinus Gelsenkirchen GmbH wurde die Schließung verhindert. In der Folge wurde ein weiterer Ausbau des Hauses angekündigt – beispielsweise ein neues Bettenhaus. Zudem sollten benötigte Schwerpunktversorgungen ausgebaut werden, dies betraf insbesondere die Fachbereiche Geriatrie, Psychiatrie und Gerontopsychiatrie. Im Frühjahr 2020 wurde bekannt, dass die Küche und das Labor des St.-Josef-Hospital geschlossen werden, was 100 Arbeitsplätze kostete.